# USS Saint Paul (CA-73)
O USS Saint Paul foi um cruzador pesado operado pela Marinha dos Estados Unidos e a sexta embarcação da Classe Baltimore. Sua construção começou em fevereiro de 1943 nos estaleiros da Bethlehem Shipbuilding e foi lançado ao mar em setembro de 1944, sendo comissionado na frota estadunidense em fevereiro do ano seguinte. Era armado com uma bateria principal composta por nove canhões de 203 milímetros montados em três torres de artilharia triplas, tinha um deslocamento carregado de dezessete mil toneladas e alcançava uma velocidade máxima de 33 nós.
O Saint Paul entrou em serviço nos últimos meses da Segunda Guerra Mundial e sua única contribuição foi escoltar porta-aviões e participar de bombardeios litorâneos no arquipélago japonês. O navio voltou para casa em 1946 e pelos quatro anos seguintes ele alternou rotinas de exercícios pelo litoral da Costa Oeste com períodos de serviço no Sudeste Asiático, principalmente no Japão e na China. Com o início da Guerra da Coreia em 1950, o Saint Paul foi enviado para a área e atuou pelos anos seguintes em deveres de bombardeio litorâneo e de apoio à tropas em terra.
Depois do cessar fogo o cruzador retornou para sua rotina prévia de exercícios pelo litoral dos Estados Unidos e períodos de serviço no Sudeste Asiático e pelo Oceano Pacífico, exercendo estes deveres pelos anos seguintes. A partir de 1965 fez várias surtidas de serviço em suporte à operações da Guerra do Vietnã, principalmente em deveres de bombardeio litorâneo. O Saint Paul voltou em definitivo para casa em 1970 e foi descomissionado no final de abril de 1971, sendo colocado na Frota de Reserva. Permaneceu inativado até ser vendido para desmontagem em 1980.